# Municipio de Jackson (condado de Washington, Indiana)
El municipio de Jackson (en inglés: Jackson Township) es un municipio ubicado en el condado de Washington en el estado estadounidense de Indiana. En el año 2010 tenía una población de 2116 habitantes y una densidad poblacional de 32,06 personas por km².

## Geografía
El municipio de Jackson se encuentra ubicado en las coordenadas 38°27′1″N 86°3′18″O / 38.45028, -86.05500. Según la Oficina del Censo de los Estados Unidos, el municipio tiene una superficie total de 65.99 km², de la cual 65,77 km² corresponden a tierra firme y (0,34 %) 0,23 km² es agua.

## Demografía
Según el censo de 2010, había 2116 personas residiendo en el municipio de Jackson. La densidad de población era de 32,06 hab./km². De los 2116 habitantes, el municipio de Jackson estaba compuesto por el 97,21 % blancos, el 0,28 % eran afroamericanos, el 0,33 % eran amerindios, el 0,38 % eran asiáticos, el 0,61 % eran de otras razas y el 1,18 % eran de una mezcla de razas. Del total de la población el 0,85 % eran hispanos o latinos de cualquier raza.